# Oda
 (août 2020).
Si vous disposez d'ouvrages ou d'articles de référence ou si vous connaissez des sites web de qualité traitant du thème abordé ici, merci de compléter l'article en donnant les références utiles à sa vérifiabilité et en les liant à la section « Notes et références ».
Pour les articles homonymes, voir Oda (homonymie).
Oda, aussi appelée Ota ou Uta, née vers 874 et morte après le 30 novembre 903, est reine consort de Francie orientale à partir de 888 et impératrice d'Occident de 896 à 899, épouse de Arnulf de Carinthie. Elle est la mère du roi Louis IV de Germanie, dit l'Enfant.

## Biographie
Oda serait probablement un membre de la dynastie des Conradiens et apparentée au marquis Bérenger Ier de Neustrie. Une autre théorie veut qu'elle soit la sœur de Glismonde, l'épouse du comte Conrad l'Ancien et la mère du roi Conrad Ier.
Par son mariage, vers l'an 888, Oda devient reine de Francie orientale puis impératrice. Elle a reçu des domaines propres à Velden en Bavière, possiblement son lieu d'origine, et à Nierstein près de Worms en Franconie. La noce était destinée à renforcer le règne d'Arnulf, proclamé roi en 887, qui eut deux fils prénuptials, Zwentibold et Ratold. Selon les Annales de Fulda, les nobles de la Francie orientale réunis en assemblée à Forchheim insistaient sur un héritier légitime. Ce n'est qu'en automne 893 que Louis IV, le seul fils du roi et de son épouse, est né au palais d'Ötting en Bavière. 
En octobre 895, Oda a accompagné son mari lors de sa campagne contre Bérenger de Frioul à l'Italie, où Arnulf est couronné empereur à Rome par le pape Formose en février 896. Elle a fortement encouragé les abbayes d'Ötting et de Kremsmünster, ainsi que les évêchés de Worms et de Frisingue. En 899, après plusieurs attaques cérébrales, l'état de santé d'Arnulf réduit fortement son aptitude à exercer sa domination. Il s'ensuit une intrigue et Oda était accusée d'adultère, comme déjà son prédécesseur Richarde de Souabe douze ans auparavant. Elle a dû se defendre avec l'aide de 72 cojureurs afin de sortir indemne.
Après le décès de son mari le 8 décembre 899, Oda se retira dans ses domaines privés et n'a eu aucune influence sur le règne de son fils mineur. Elle a légué à Louis de vastes possessions autour de Brixen et de Föhring prévues afin de poser les pierres institutionnelles qui serviront à faire don à l'abbaye de Säben et l'évêché de Frisingue. Oda est enterrée aux côtés d'Arnulf dans l'abbaye Saint-Emmeran à Ratisbonne.